# Коченово (Луганская область)
Коченово (укр. Коченове) — село, относится к Троицкому району Луганской области Украины.
Население по переписи 2001 года составляло 266 человек. Почтовый индекс — 92141. Телефонный код — 6456. Занимает площадь 13,1 км². Код КОАТУУ — 4425488005.

## Местный совет
92141, Луганська обл., Троїцький р-н, с. Ями  (укр.)